# Put Your Soul on Your Hand and Walk
Pour plus de détails, voir Fiche technique et Distribution.
Put Your Soul on Your Hand and Walk (litt. « Mets ton âme sur ta main et marche ») est un film documentaire français, palestinien et iranien réalisé par Sepideh Farsi, et sorti en 2025. Il fait partie de la sélection de l'ACID présentée lors du festival de Cannes 2025,.
La photojournaliste au cœur du documentaire, Fatima Hassouna (dite « Fatem »), est tuée le 16 avril 2025 dans un bombardement de l’armée israélienne sur sa maison aux côtés des membres de sa famille.

## Synopsis
D'avril 2024 à avril 2025, la correspondance vidéo de la réalisatrice avec Fatem, une jeune photojournaliste qui documente la vie dans le nord de Gaza sous le siège militaire imposé par Israël.

## Fiche technique
- Société de distribution : New Story (France)[4]
- Date de sortie : 
  - France : 15 mai 2025 (Festival de Cannes 2025)[5] ; 24 septembre 2025[4]

## Distribution
- Sepideh Farsi : elle-même
- Fatima Hassouna : elle-même

## Production
En avril 2024, Sepideh Farsi, part pour Le Caire, où elle filme les réfugiés palestiniens dans la capitale égyptienne, l'accès à la bande de Gaza étant interdit aux journalistes par l'armée israélienne. Un réfugié lui parte d'une jeune photographe, Fatima Hassouna, qui documente la vie des Palestiniens sous les bombardements. La réalisatrice la contacte et lui fait part de son intention de faire un film à travers son regard, sur sa vie et celle des Gazaouis.
En dehors de son travail de documentation, Fatima Hassouna s’implique aussi auprès des enfants, pour les aider à surmonter les traumatismes de la guerre, organisant dans un refuge pour les déplacés des ateliers d’écriture. C’est dans ce cadre qu’elle rencontre son fiancé, Moutaz, un jeune informaticien.